# Кенду
Кенду (рум. Chendu) — село у повіті Муреш в Румунії. Входить до складу комуни Белеушері.
Село розташоване на відстані 241 км на північний захід від Бухареста, 21 км на південний схід від Тиргу-Муреша, 96 км на південний схід від Клуж-Напоки, 106 км на північний захід від Брашова.

## Населення
За даними перепису населення 2002 року у селі проживали 1511 осіб.
Національний склад населення села:
| Національність | Кількість осіб | Відсоток |
| -------------- | -------------- | -------- |
| угорці         | 1420           | 94,0%    |
| цигани         | 80             | 5,3%     |
| румуни         | 11             | 0,7%     |

Рідною мовою назвали:
| Мова      | Кількість осіб | Відсоток |
| --------- | -------------- | -------- |
| угорська  | 1494           | 98,9%    |
| румунська | 10             | 0,7%     |
| циганська | 7              | 0,5%     |